# El gran camarada
El gran camarada  es una película de Argentina en blanco y negro dirigida por Yago Blass según guion de Juan Gándara que se estrenó el 11 de enero de 1939 y que tuvo como protagonistas a Maruja Pacheco Huergo, Juan José Piñeiro y Oscar Soldati.

## Sinopsis
Un bohemio protege en su casa a varias personas por lo cual se complica con unos estafadores para mantenerlos.

## Reparto
- Max Citelli
- César Mariño
- Máximo Orsi
- Maruja Pacheco Huergo
- Juan José Piñeiro
- Oscar Soldati
- Alberto Terrones
- Juan Vítola

## Comentario
Manrupe y Portela comentan sobre el filme:

”Descarada imitación del estilo y caracterización de Sandrini en un film menor, que lógicamente tiene un final amargo”